# The Breaking Point (1950)
The Breaking Point is een Amerikaanse film noir uit 1950 onder regie van Michael Curtiz. Het scenario is gebaseerd op de roman To Have and Have Not (1937) van de Amerikaanse auteur Ernest Hemingway. In Nederland werd de film destijds uitgebracht onder de titel Havenratten van San Diego.

## Verhaal
Harry Morgan verhuurt zijn visserboot uit financiële nood. Hij komt in de problemen, wanneer hij de boot verhuurt aan twee criminelen, die op de vlucht zijn na een overval.

## Rolverdeling
| Acteur           | Personage     |
| ---------------- | ------------- |
| John Garfield    | Harry Morgan  |
| Patricia Neal    | Leona Charles |
| Phyllis Thaxter  | Lucy Morgan   |
| Juano Hernández  | Wesley Park   |
| Wallace Ford     | F.R. Duncan   |
| Edmon Ryan       | Rogers        |
| Ralph Dumke      | Hannagan      |
| Guy Thomajan     | Danny         |
| William Campbell | Concho        |
| Sherry Jackson   | Amelia Morgan |
| Donna Jo Boyce   | Connie Morgan |
| Victor Sen Yung  | Mijnheer Sing |